# Cruelty-free
În mișcarea pentru drepturile animalelor, cruelty-free („fără cruzime”) este o etichetă pentru produse sau activități care nu dăunează sau ucid animale, oriunde în lume. Produsele testate pe animale sau fabricate din animale nu sunt considerate fără cruzime, deoarece aceste teste sunt adesea dureroase și cauzează suferința și moartea a milioane de animale în fiecare an.